# Androsace maxima
Androsace maxima es una especie de planta herbácea perteneciente a la familia Primulaceae. 

## Descripción
Es una planta anual, es decir, que germina, florece y sucumbe en el curso de un año. Todas las hojas se encuentran a la misma altura alrededor del tallo, cerca del suelo, formando una roseta basal,  de dos a tres veces más largas que anchas, con forma oblanceolada o lanceolada, sentadas (la base de la hoja tiene una zona de contacto más amplia con el tallo que sostiene a la hoja) o con un pecíolo ancho, normalmente dentadas hacia el ápice, con pelos tectores dispersos. El tallo escapo (tallo que está desprovisto de hojas y presenta las flores en el ápice) de aprox. 10 cm cuando llega a la fructificación, con pelos más largos algo menos de 1 mm; brácteas generalmente enteras.  Flores actinomorfas, hermafroditas, pentámeras con pedícelo de 1 a 15 mm, casi siempre más corto que las brácteas en el periodo de floración (antesis), y que suele ser más largo en la fructificación. Cáliz varía de tamaño desde la floración de 4 x 3 mm hasta prácticamente el triple de su tamaño de 12 x 8 mm en la fructificación. Corola, más corta que el cáliz, con lóbulos de color blanco o rosado.
citología
2n = 20, 40, 60.
hábitat
Campos de cultivos, yermos.
Distribución
Europa,norte de África.

## Taxonomía
Androsace maxima fue publicada por Carlos Linneo en Species Plantarum 1:141. 1753. 

### Sinonimia
NOTA: Los nombres que presentan enlaces son sinónimos en otras especies:
- Androsace maxima var. longifrons Borbás Tud. Tanulm. Eredm., 2: 380, 1900[5]
- Androsace maxima var. macrantha Bunge ex R.Knuth Pflanzenr., IV, 237: 212, 1905[6]
- Androsace maxima var. stricta Bunge[7]
- Androsace tauscheri Gand. Soc. Agric. Pyrénées-Orientales, 22: 445, 1876[8]